# Giulio Di Donato
Giulio Di Donato (Calvizzano, 26 aprile 1947) è un politico italiano.

## Biografia

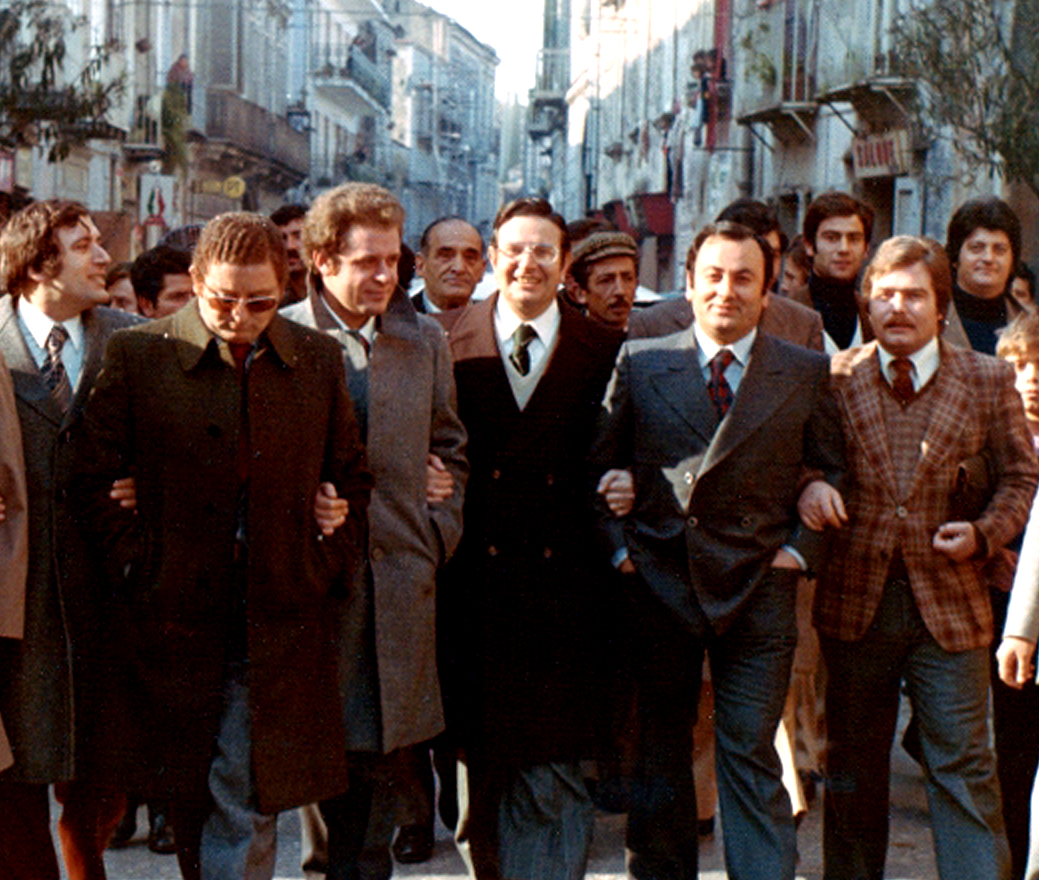
Di Donato all'insediamento del sindaco di Calvizzano, 1975 (primo a sinistra, da centro).

### Gli anni del PSI (1975-1994)
Giulio di Donato nasce a Calvizzano, in provincia di Napoli, il 26 aprile del 1947, nipote del prefetto regio Gennaro Di Donato, che fu prefetto di Lucca e Viterbo, commissario straordinario di Palermo e Taranto, membro del Consiglio di Stato e commendatore dell'Ordine sovrano dei Santi Maurizio e Lazzaro per volontà di sua maestà il re.
A 16 anni, si iscrive alla sezione locale del PSI, e nel 1969 a ventun'anni viene eletto per la prima volta consigliere comunale a Calvizzano. Nel 1973 viene nominato Vicesegretario Nazionale del FGSI. Nel 1975 è eletto a Napoli, dove è nominato dapprima Assessore all'urbanistica ed in seguito vicesindaco fino al 1983 nella giunta Valenzi.
Dal 1983 fino al 1994 è stato eletto deputato della Repubblica per tre legislature (IX, X e XI legislatura) nelle file del Partito Socialista Italiano, ricoprendo anche la carica di vicesegretario del partito di Bettino Craxi dal 1989 fino al 1993. Questi anni sono caratterizzati dall'alleanza tra Bettino Craxi, Giulio Andreotti ed Arnaldo Forlani, patto politico che prese il nome di "CAF".
L'esponente della Democrazia Cristiana Paolo Cirino Pomicino (aderente alla corrente Andreottiana nonché ministro del bilancio tra il 1989 e il 1992), l'esponente del Partito Liberale Italiano Francesco De Lorenzo (ministro della sanità tra il 1989 e il 1993) e l'esponente del Partito Socialista Italiano Giulio Di Donato, vennero definiti da taluni come I viceré e furono descritti da diverse testate giornalistiche come i "veri padroni di Napoli per un ventennio" (la seconda metà degli anni '70, gli anni '80 e la prima metà degli anni '90).
Dopo il referendum del 1987 sull'uso dell'energia nucleare in Italia, si batté attivamente per la chiusura delle centrali nucleari italiane.

### Tangentopoli
Il 9 novembre del 1992 annunciò le sue dimissioni dalla segreteria politica del Partito Socialista Italiano per divergenze con il segretario Bettino Craxi. È il periodo delle inchieste giudiziarie di Mani pulite, le quali furono tra i fattori determinanti della fine della cosiddetta "Prima Repubblica" e dei partiti tradizionali che avevano governato l'Italia per buona parte del Novecento, in particolar modo la Democrazia Cristiana ed il Partito Socialista Italiano, e in cui verrà coinvolto.

### Il ritorno alla politica nel 2006
Dopo il ritorno sulla scena politica nazionale nel 2006 nell'ambito della formazione politica de La Rosa nel Pugno di Emma Bonino, appartenente alla coalizione di centrosinistra dell'Unione di Romano Prodi, nel maggio del 2007 ha aderito al partito di Forza Italia (confluito l'anno successivo, nel 2008, nel Popolo delle Libertà insieme al partito di Alleanza Nazionale, guidato da Gianfranco Fini), mentre il 12 settembre del 2009 è stato nominato segretario regionale dell'UDEUR, guidato da Clemente Mastella, nella Regione Campania.
Per circa un triennio, tra il 2011 ed il 2014, è stato anche nominato componente del gruppo dei consiglieri d'amministrazione dell'Associazione Teatro Stabile di Napoli.
Nel 2022 aderisce, con il suo gruppo politico "Riformismoggi" a Italia Viva.

### Altre attività
È stato collaboratore di diverse testate giornalistiche, tra cui L'Indipendente tra il 2004 e il 2006. È autore di saggi come Il fallimento della politica delle emergenza, contenuto nel volume "Napoli 1990-2050: dalla deindustrializzazione alla transizione ecologica".
Dal 2011 al 2014 è stato membro del consiglio d'amministrazione del Teatro Mercadante.

## Vicende giudiziarie
Il 19 maggio 1992 Giulio Di Donato fu indagato per irregolarità sulla privatizzazione dell'AMAN (Azienda Municipalizzata Acquedotto Napoli), che si ipotizzava fosse stata venduta "a prezzo di favore" alla Napoletanagas.
Di Donato viene coinvolto in toto nelle indagini sulla Tangentopoli napoletana. Nel marzo 1993, esplode lo scandalo dei "Rifiuti d'oro": per la privatizzazione del servizio di nettezza urbana del Comune di Napoli, appalto di 350 miliardi di Lire, sono state pagate tangenti a vari esponenti di spicco dei vari partiti nella città partenopea. Per questa vicenda, Giulio Di Donato verrà indagato e arrestato, dopo il via libera da parte della Giunta per le autorizzazioni a procedere di Montecitorio, il 17 aprile 1994. Detenuto a Poggioreale, verrà scarcerato il 14 luglio dello stesso anno. Rinviato a giudizio, verrà condannato nel maggio 1998 a 3 anni e 4 mesi, pena confermata poi nel 2001 in Appello e nel 2004 in Cassazione. Nell'ambito di queste indagini, è stato anche indagato per abuso d'ufficio e calunnia.
Sempre nel filone di Tangentopoli, viene indagato per le tangenti per altri appalti del Comune di Napoli, in particolare per gli appalti sui parcheggi sotterranei, per la costruzione della Linea 1 e della LTR (l'attuale Linea 6) e dei Mondiali di Italia 90'. Condannato a 5 anni e 10 mesi in primo grado, dopo l'annullamento del processo di Appello fu assolto, così come confermato anche nel 2005 in Cassazione.
Nel 1993 verrà indagato per aver imposto l'assunzione di quattro persone alla IPM Group, e assolto nel 1996.
Nel 1995 verrà rinviato a giudizio per aver ricevuto tangenti per le autorizzazioni a una catene di cliniche private di Napoli, ma i reati finiranno prescritti.
Di Donato verrà indagato anche per le tangenti per la ricostruzione post-terremoto del 1980, tuttavia i suoi reati cadranno in prescrizione.
Verrà indagato anche per presunte tangenti sui lavori della SS19, venendo assolto nel 2005.
Nel 2013 è stato aggredito nei pressi di Acciaroli per aver attraversato una via privata. L'aggressore è stato processato.